# 下呂市立馬瀬中学校
下呂市立馬瀬中学校（げろしりつ まぜちゅうがっこう）は、岐阜県下呂市馬瀬中切にあった公立中学校。

## 概要
- 全校生徒40人程度で下呂市立馬瀬小学校の生徒が進学していた。

## 沿革
- 1983年(昭和58年)4月 - 旧総島中学校と同中切中学校を統合して馬瀬村立馬瀬中学校として設立。
- 2004年(平成16年)4月 - 町村合併により下呂市立馬瀬中学校となる。
- 2017年(平成29年)3月 - 下呂市立萩原南中学校へ統合され閉校[1]。

## 周辺
- 下呂市立馬瀬小学校
- 馬瀬郵便局
- 国道257号線